# Netball Nations Cup
Der Netball Nations Cup ist ein internationales Netballturnier, das seit 2006 in Singapur stattfindet und vom nationalen Verband Netball Singapore ausgerichtet wird. Das Finale wird seit 2014 in der OCBC Arena ausgetragen, nachdem zuvor die Toa Payoh Sports Hall genutzt worden war.

## Turniere im Überblick
| Jahr | Gold            | Ergebnis | Silber              | Bronze          | 4. Platz   | 5. Platz             | 6. Platz            |
| ---- | --------------- | -------- | ------------------- | --------------- | ---------- | -------------------- | ------------------- |
| 2006 | Singapur        | 46:41    | Papua-Neuguinea     | Schottland      | Kanada     | nur vier Teilnehmer  | nur vier Teilnehmer |
| 2007 | Singapur        | 56:32    | Trinidad und Tobago | Nordirland      | Sri Lanka  | Kanada               | nur fünf Teilnehmer |
| 2008 | Papua-Neuguinea | 55:53    | Botswana            | Samoa           | Sri Lanka  | Singapur             | nur fünf Teilnehmer |
| 2009 | Nordirland      | 49:34    | Schottland          | Kanada          | Tansania   | Singapur             | Malaysia            |
| 2010 | Wales           | 53:30    | Schottland          | Tansania        | Singapur   | Namibia              | Indien              |
| 2011 | Fidschi         | 51:42    | Singapur            | Malaysia        | Namibia    | Sri Lanka            | Papua-Neuguinea     |
| 2012 | Tansania        | 45:38    | Malaysia            | Namibia         | Sri Lanka  | Singapur             | Irland              |
| 2013 | Uganda          | 52:29    | Singapur            | Papua-Neuguinea | Sri Lanka  | Irland               | Vereinigte Staaten  |
| 2014 | Samoa           | 50:41    | Singapur            | Botswana        | Malaysia   | Papua-Neuguinea      | Irland              |
| 2015 | Nordirland      | 52:41    | Papua-Neuguinea     | Singapur        | Botswana   | Singapur (Einladung) | Chinesisch Taipeh   |
| 2016 | Sambia          | 65:49    | Papua-Neuguinea     | Botswana        | Singapur   | Irland               | Kanada              |
| 2017 | Cookinseln      | 39:38    | Eswatini            | Singapur        | Irland     | Malaysia             | Hongkong            |
| 2019 | Namibia         | 49:42    | Singapur            | Botswana        | Cookinseln | Irland               | Papua-Neuguinea     |